# Ljungstävmal
Ljungstävmal (Neofaculta ericetella) är en fjärilsart som beskrevs av Charles Andreas Geyer 1832. Ljungstävmal ingår i släktet Neofaculta och familjen stävmalar. Arten är reproducerande i Sverige. Inga underarter finns listade i Catalogue of Life.

## Bildgalleri

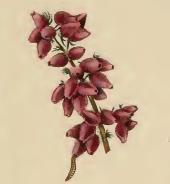
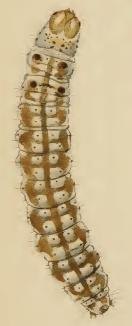
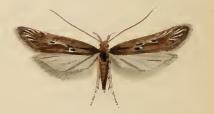
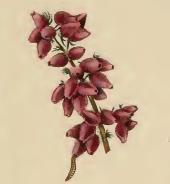
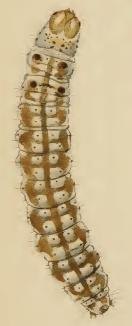